# Anna Łukaszewska-Trzeciakowska
Anna Romana Łukaszewska-Trzeciakowska (ur. 3 sierpnia 1974 w Warszawie) – polska ekonomistka i urzędniczka państwowa, w latach 2022–2023 podsekretarz stanu w Ministerstwie Klimatu i Środowiska, w 2023 sekretarz stanu w Kancelarii Prezesa Rady Ministrów i pełnomocnik rządu ds. strategicznej infrastruktury energetycznej, w 2023 minister klimatu i środowiska w trzecim rządzie Mateusza Morawieckiego.

## Życiorys
Córka Romana i Izabelli. Absolwentka ekonomii na Uniwersytecie Warszawskim, odbyła również studia podyplomowe typu MBA. Początkowo związana z przedsiębiorstwem Bumar, gdzie była dyrektorem biura zarządu, koordynatorką i pełnomocnikiem ds. systemów informatycznych. Od marca do grudnia 2007 zajmowała kolejno stanowiska pełniącej obowiązki prezesa zarządu i prezesa zarządu Elektrowni Kozienice. Prowadziła działalność gospodarczą w zakresie doradztwa gospodarczego dla projektów energetycznych. Od 2017 do 2019 odpowiadała za sprawy korporacyjne i komunikację w Polskim Komitecie Energii Elektrycznej, następnie była pełnomocnikiem w Ministerstwie Gospodarki Morskiej i Żeglugi Śródlądowej odpowiedzialnym za model finansowania inwestycji strukturalnych. W latach 2020–2021 pełniła funkcję dyrektora Regionalnego Zarządu Gospodarki Wodnej w Warszawie. W 2021 podjęła pracę w koncernie PKN Orlen, obejmowała stanowiska prezesa Baltic Power i Orlen Neptun (przedsiębiorstw prowadzących działania z zakresu morskiej energetyki wiatrowej). Zasiadała w radach nadzorczych spółek Skarbu Państwa.
W lipcu 2022 została powołana na stanowisko podsekretarza stanu w Ministerstwie Klimatu i Środowiska. W czerwcu 2023 zakończyła pracę w MKiŚ, przeszła następnie na stanowisko sekretarza stanu w Kancelarii Prezesa Rady Ministrów i pełnomocnika rządu do spraw strategicznej infrastruktury energetycznej. 27 listopada 2023 prezydent RP Andrzej Duda powołał ją na urząd ministra klimatu i środowiska w trzecim rządzie Mateusza Morawieckiego. Funkcję tę pełniła do 13 grudnia 2023.